# Коста Ротијан (Тренто)
Коста Ротијан је насеље у Италији у округу Тренто, региону Трентино-Јужни Тирол.
Према процени из 2011. у насељу је живело 7 становника. Насеље се налази на надморској висини од 933 м.